# Фторид палладия(II)
Фторид палладия(II) — неорганическое соединение, 
соль металла палладия и плавиковой кислоты с формулой PdF2,
коричневые кристаллы,
слабо растворяется в воде.

## Получение
- Взаимодействие чистых веществ:

{\displaystyle {\mathsf {Pd+F_{2}\ {\xrightarrow {T}}\ PdF_{2}}}}
- Реакция фторида палладия(III) со стехиометрически необходимым количеством палладия:

{\displaystyle {\mathsf {2PdF_{3}+Pd\ {\xrightarrow {T}}\ 3PdF_{2}}}}

## Физические свойства
Фторид палладия(II) образует коричневые кристаллы тетрагональной сингонии, пространственная группа P 4/mnm, параметры ячейки a = 0,493 нм, c = 0,334 нм, Z = 2.
Слабо растворяется в воде, растворяется в плавиковой кислоте.

## Химические свойства
- Реагирует с плавиковой кислотой:

{\displaystyle {\mathsf {PdF_{2}+2HF\ {\xrightarrow {}}\ H_{2}[PdF_{4}]}}}